# Campeonato Africano de Atletismo de 2022 - 20 km marcha atlética masculina
A prova da marcha atlética 20 km masculina do Campeonato Africano de Atletismo de 2022 foi disputada no dia 12 de junho, com chegada no Complexo Esportivo Nacional Cote d'Or, em Saint Pierre, na Maurícia.

## Recordes
Antes desta competição, os recordes mundiais e do campeonato nesta prova eram os seguintes:
|                       | Nome                  | Nacionalidade | Tempo      | Local   | Data                |
| --------------------- | --------------------- | ------------- | ---------- | ------- | ------------------- |
| Recorde mundial       | Yūsuke Suzuki         | Japão         | 1h 16m 36s | Nomi    | 15 de março de 2015 |
| Recorde do campeonato | Samuel Ireri Gathimba | Quênia        | 1h 19m 24s | Durban  | 26 de junho de 2016 |
| Recorde africano      | Samuel Gathimba       | Quênia        | 1h 18m 23s | Nairóbi | 18 de junho de 2021 |

## Medalhistas
| Ouro                  | Prata              | Bronze              |
| Samuel Gathimba (KEN) | Wayne Snyman (RSA) | Yohanis Algaw (ETH) |

## Cronograma
Todos os horários são locais (UTC+4). 
| Data        | Hora  | Evento |
| ----------- | ----- | ------ |
| 12 de junho | 08:00 | Final  |

## Resultado final
A final ocorreu dia 12 de junho às 08:00.
| Posição           | Atleta                    | Nacionalidade   | Tempo   | Notas |
| ----------------- | ------------------------- | --------------- | ------- | ----- |
| Medalha de ouro   | Samuel Gathimba           | Quênia          | 1:22:01 |       |
| Medalha de prata  | Wayne Snyman              | África do Sul   | 1:22:05 |       |
| Medalha de bronze | Yohanis Algaw             | Etiópia         | 1:22:21 |       |
| 4                 | Misgana Wakuma            | Etiópia         | 1:22:48 |       |
| 5                 | Mohamed Ragab             | Egito           | 1:26:07 |       |
| 6                 | Islam Abdelkhalek         | Egito           | 1:29:02 |       |
| 7                 | Birara Alem               | Etiópia         | 1:33:16 |       |
| 8                 | Jérôme Caprice            | Ilhas Maurícias | 1:36:39 |       |
| 9                 | Heristone Wanyonyi Wafula | Quênia          | DNF     |       |

Legenda
| Recorde mundial       | Recorde mundial (World record)               |                       | Recorde africano                      | Recorde africano (African) |                                           | Q | Classificado por posição (Qualified) |
| Recorde do campeonato | Recorde do campeonato (Championship record)  | Recorde da América    | Recorde da América (Americas)         | q                          | Classificado por melhor tempo (Qualified) |   |                                      |
| Melhor marca do ano   | Melhor marca do ano (World leading)          | Recorde asiático      | Recorde asiático (Asian)              | DNS                        | Não largou (Did not start)                |   |                                      |
| Recorde nacional      | Recorde nacional (National record)           | Recorde europeu       | Recorde europeu (European)            | DNF                        | Não terminou (Did not finish)             |   |                                      |
| Recorde pessoal       | Recorde pessoal do atleta (Personal best)    | Recorde da Oceania    | Recorde da Oceania (Oceania)          | DSQ / DQ                   | Desclassificado (Disqualified)            |   |                                      |
| Recorde da temporada  | Recorde da temporada do atleta (Season best) | Recorde sul-americano | Recorde sul-americano (South America) | NM                         | Sem marca (No mark)                       |   |                                      |